# فهرست رئیس‌جمهورهای ایالات متحده آمریکا

نشان رئیس‌جمهور

- بالا سمت راست جرج واشینگتن نخستین رئیس‌جمهور ایالات متحده آمریکا
- بالا سمت چپ فرانکلین دلانو روزولت سی و سومین و دارنده طولانی ترین دوره ریاست جمهوری در آمریکا
- پایین سمت راست ریچارد نیکسون سی و هفتمین و تنها رئیس‌جمهور آمریکا که از سمت خود کناره گیری کرده است
- پایین سمت چپ دونالد ترامپ چهل و پنجمین، چهل و هفتمین رئیس‌جمهور و رئیس‌جمهور کنونی ایالات متحده آمریکا

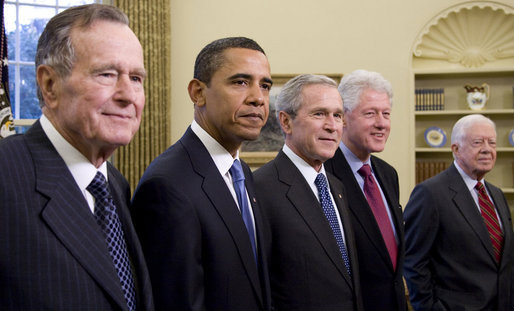
پنج رئیس‌جمهور ایالات متحده جرج اچ. دابلیو. بوش، باراک اوباما (در آن زمان رئیس‌جمهور منتخب)، جرج دابلیو. بوش، بیل کلینتون و جیمی کارتر به دعوت رئیس‌جمهور وقت در نزد هم در سال ۲۰۰۹ در کاخ سفید.

این فهرست شامل افرادی است که بعد از قانون اساسی ایالات متحده آمریکا مصوب سال ۱۷۸۹ به سمت ریاست‌جمهوری در آمریکا برگزیده شده‌اند. برای آگاهی از رهبران قبلی آمریکا به رئیس‌جمهورهای کنگره قاره‌ای مراجعه کنید. این فهرست همچنین مطابق متمم بیست و پنجم قانون اساسی ایالات متحده، رئیس جمهوران موقت را در برنمی‌گیرد. رئیس‌جمهور که به صورت غیر مستقیم انتخاب می‌شود دارای بالاترین مسند سیاسیِ ایالات متحده است. او همچنین فرماندهی کل قوای نیروهای مسلح ایالات متحده را نیز بر عهده دارد.
هم‌اکنون پنج رئیس‌جمهور پیشین؛ بیل کلینتون، جرج دابلیو. بوش، باراک اوباما، جو بایدن و دونالد ترامپ زنده هستند. آخرین بار، جیمی کارتر بود که در ۲۹ دسامبر ۲۰۲۴ درگذشت.
در مواردی این پست به صورت متوالی در اختیار یک فرد قرار گرفته است. برای مثال جرج واشینگتن دو دوره متوالی در این سمت خدمت کرد و به عنوان نخستین رئیس‌جمهور ایالات متحده آمریکا شناخته می‌شود، جرالد فورد پس از استعفای ریچارد نیکسون در زمان باقی‌مانده از دور دوم خدمت وی این سمت را در اختیار داشت، در واقع فورد در هیچ انتخابات ملی پیروز نشد و مطابق متمم بیست و پنجم قانون اساسی ایالات متحده در این سمت خدمت کرد. این فهرست شامل ۶۰ دوره انتخابات است که در آن، ۴۷ شخص قسم ریاست جمهوری را خورده‌اند (در واقع ۴۶ نفر قسم خورده‌اند، اما چون کلیولند و دونالد ترامپ دوبار غیر متوالی رئیس‌جمهور آمریکا شده است ۲ بار شمرده می‌شود) و ۴۷ بار مسند ریاست جمهوری را به عهده گرفته‌اند. از این افراد ۴ نفر به علت مرگ طبیعی (ویلیام هریسون، زاکری تیلور، وارن هاردینگ و فرانکلین دلانو روزولت)، ۴ نفر به علت ترور (آبراهام لینکلن، جیمز آبرام گارفیلد، ویلیام مک کینلی و جان اف. کندی) و یک نفر به دلیل استعفا (ریچارد نیکسون)، مسند را ترک کرده‌اند. ویلیام هریسون با ۳۲ روز، کوتاه‌ترین دورهٔ ریاست جمهوری و فرانکلین روزولت با ۱۲ سال، طولانی‌ترین دوره را طی کرده‌اند.
تا پیش از ریاست‌جمهوری فرانکلین دلانو روزولت که در چهار دوره متوالی به عنوان رئیس‌جمهور انتخاب شد، محدودیتی برای دوره‌های ریاست جمهوری در ایالات متحده وجود نداشت، اما پس از این که در ۱۹۴۵ روزولت در حالی که رئیس‌جمهور بود درگذشت، اصلاحیه بیست و دوم قانون اساسی ایالات متحده به تصویب رسید که طبق آن هیچ فردی حق ندارد بیش از دو دوره رئیس‌جمهور آمریکا باشد.
هم‌اکنون دونالد ترامپ برای دوره دوم خود از سال ۲۰۲۵ تا ۲۰۲۹ زمامدار ایالات متحده آمریکا است که در بین سال‌های ۲۰۱۷ تا ۲۰۲۱ این سمت را برعهده داشت.

## رئیس‌جمهورها
حزب‌ها
      هیچ‌کدام (۱)
      فدرالیست (۱)
      دموکرات-جمهوری‌خواه (۴)
      دموکرات (۱۷)
      ویگ (۴)
      جمهوری‌خواه (۱۹)
| ردیف | رئیس‌جمهور                                        | رئیس‌جمهور               | آغاز به کار      | پایان دوره       | حزب                                   | معاون رئیس‌جمهور        | دوره         |
| ---- | ------------------------------------------------ | ----------------------- | ---------------- | ---------------- | ------------------------------------- | ---------------------- | ------------ |
| ۱    | جرج واشینگتن(۱۷۳۲–۱۷۹۹)−۶۷ سال                   |                         | ۳۰ آوریل، ۱۷۸۹   | ۴ مارس، ۱۷۹۷     | فاقد حزب                              | جان آدامز              | ۱            |
| ۱    | جرج واشینگتن(۱۷۳۲–۱۷۹۹)−۶۷ سال                   | ۲                       | ۳۰ آوریل، ۱۷۸۹   | ۴ مارس، ۱۷۹۷     | فاقد حزب                              | جان آدامز              |              |
| ۲    | جان آدامز(۱۸۲۶–۱۷۳۵)−۹۰ سال                      |                         | ۴ مارس، ۱۷۹۷     | ۴ مارس، ۱۸۰۱     | فدرالیست                              | توماس جفرسون           | ۳            |
| ۳    | توماس جفرسون(۱۸۲۶–۱۷۴۷)−۸۳ سال                   |                         | ۴ مارس، ۱۸۰۱     | ۴ مارس، ۱۸۰۹     | حزب دموکرات-جمهوری‌خواه                | آرون بور               | ۴            |
| ۳    | توماس جفرسون(۱۸۲۶–۱۷۴۷)−۸۳ سال                   | جورج کلینتون            | ۴ مارس، ۱۸۰۱     | ۴ مارس، ۱۸۰۹     | حزب دموکرات-جمهوری‌خواه                | ۵                      |              |
| ۴    | جیمز مدیسون(۱۸۳۵–۱۷۵۱)−۸۵ سال                    | جورج کلینتون            |                  | ۴ مارس، ۱۸۰۹     | ۴ مارس، ۱۸۱۷                          | حزب دموکرات-جمهوری‌خواه | ۶            |
| ۴    | جیمز مدیسون(۱۸۳۵–۱۷۵۱)−۸۵ سال                    | البریج جری              | ۷                | ۴ مارس، ۱۸۰۹     | ۴ مارس، ۱۸۱۷                          | حزب دموکرات-جمهوری‌خواه |              |
| ۵    | جیمز مونرو(۱۸۳۱–۱۷۵۸)−۷۳ سال                     |                         | ۴ مارس، ۱۸۱۷     | ۴ مارس، ۱۸۲۵     | حزب دموکرات-جمهوری‌خواه                | دانیل تامپکینز         | ۸            |
| ۵    | جیمز مونرو(۱۸۳۱–۱۷۵۸)−۷۳ سال                     | ۹                       | ۴ مارس، ۱۸۱۷     | ۴ مارس، ۱۸۲۵     | حزب دموکرات-جمهوری‌خواه                | دانیل تامپکینز         |              |
| ۶    | جان کویینسی آدامز(۱۸۴۸–۱۷۶۷)−۸۰ سال              |                         | ۴ مارس، ۱۸۲۵     | ۴ مارس، ۱۸۲۹     | حزب دموکرات-جمهوری‌خواه حزب جمهوری‌خواه | جان سی. کلهون          | ۱۰           |
| ۷    | اندرو جکسون(۱۸۴۵–۱۷۶۷)−۷۸ سال                    |                         | ۴ مارس، ۱۸۲۹     | ۴ مارس، ۱۸۳۷     | حزب دموکرات                           | جان سی. کلهون          | ۱۱           |
| ۷    | اندرو جکسون(۱۸۴۵–۱۷۶۷)−۷۸ سال                    | مارتین ون بورن          | ۴ مارس، ۱۸۲۹     | ۴ مارس، ۱۸۳۷     | حزب دموکرات                           | ۱۲                     |              |
| ۸    | مارتین ون بیورن(۱۸۶۲–۱۷۸۲)−۷۹ سال                |                         | ۴ مارس، ۱۸۳۷     | ۴ مارس، ۱۸۴۱     | حزب دموکرات                           | ریچارد ام. جانسون      | ۱۳           |
| ۹    | ویلیام هنری هریسون(۱۸۴۱–۱۷۷۳)−۶۸ سال             |                         | ۴ مارس، ۱۸۴۱     | ۴ آوریل، ۱۸۴۱    | حزب ویگ                               | جان تایلر              | ۱۴           |
| ۱۰   | جان تایلر(۱۸۶۲–۱۷۹۰)−۷۱ سال                      |                         | ۴ آوریل، ۱۸۴۱    | ۴ مارس، ۱۸۴۵     | حزب ویگ بدون حزب                      |                        | ۱۴           |
| ۱۱   | جیمز ناکس پولک(۱۸۴۹–۱۷۹۵)−۵۳ سال                 |                         | ۴ مارس، ۱۸۴۵     | ۴ مارس، ۱۸۴۹     | حزب دموکرات                           | جورج ام. دالاس         | ۱۵           |
| ۱۲   | زکری تیلور(۱۸۵۰–۱۷۸۴)−۶۵ سال                     |                         | ۴ مارس، ۱۸۴۹     | ۹ ژوئیه، ۱۸۵۰    | حزب ویگ                               | میلارد فیلمور          | ۱۶           |
| ۱۳   | میلارد فیلمور(۱۸۷۴–۱۸۰۰)−۷۴ سال                  |                         | ۹ ژوئیه، ۱۸۵۰    | ۴ مارس، ۱۸۵۳     | حزب ویگ                               |                        | ۱۶           |
| ۱۴   | فرانکلین پیرس(۱۸۶۹–۱۸۰۴)−۶۴ سال                  |                         | ۴ مارس، ۱۸۵۳     | ۴ مارس، ۱۸۵۷     | حزب دموکرات                           | ویلیام آر. کینگ        | ۱۷           |
| ۱۵   | جیمز بیوکنن(۱۸۶۸–۱۷۹۱)−۷۷ سال                    |                         | ۴ مارس، ۱۸۵۷     | ۴ مارس، ۱۸۶۱     | حزب دموکرات                           | جان برکینریج           | ۱۸           |
| ۱۶   | آبراهام لینکلن(۱۸۶۵–۱۸۰۹)−۵۶ سال                 |                         | ۴ مارس، ۱۸۶۱     | ۱۵ آوریل، ۱۸۶۵   | حزب جمهوری‌خواه حزب متحد ملی           | هانیبال هملین          | ۱۹           |
| ۱۶   | آبراهام لینکلن(۱۸۶۵–۱۸۰۹)−۵۶ سال                 | اندرو جانسون            | ۴ مارس، ۱۸۶۱     | ۱۵ آوریل، ۱۸۶۵   | حزب جمهوری‌خواه حزب متحد ملی           | ۲۰                     |              |
| ۱۷   | اندرو جانسون(۱۸۷۵–۱۸۰۸)−۶۶ سال                   |                         | ۱۵ آوریل، ۱۸۶۵   | ۴ مارس، ۱۸۶۹     | حزب دموکرات حزب متحد ملی              | ۲۰                     |              |
| ۱۸   | یولیسیز سایمن گرانت(۱۸۸۵–۱۸۲۲)−۶۳ سال            |                         | ۴ مارس، ۱۸۶۹     | ۴ مارس، ۱۸۷۷     | حزب جمهوری‌خواه                        | اسکایلر کولفکس         | ۲۱           |
| ۱۸   | یولیسیز سایمن گرانت(۱۸۸۵–۱۸۲۲)−۶۳ سال            | هنری ویلسون             | ۴ مارس، ۱۸۶۹     | ۴ مارس، ۱۸۷۷     | حزب جمهوری‌خواه                        | ۲۲                     |              |
| ۱۹   | رادرفورد بیرچارد هیز(۱۸۹۳–۱۸۲۲)−۷۰ سال           |                         | ۴ مارس، ۱۸۷۷     | ۴ مارس، ۱۸۸۱     | حزب جمهوری‌خواه                        | ویلیام ویلر            | ۲۳           |
| ۲۰   | جیمز آبرام گارفیلد(۱۸۸۱–۱۸۳۱)−۴۹ سال             |                         | ۴ مارس، ۱۸۸۱     | ۱۹ سپتامبر، ۱۸۸۱ | حزب جمهوری‌خواه                        | چستر آلن آرتور         | ۲۴           |
| ۲۱   | چستر آلن آرتور(۱۸۸۶–۱۸۲۹)−۵۷ سال                 |                         | ۱۹ سپتامبر، ۱۸۸۱ | ۴ مارس، ۱۸۸۵     | حزب جمهوری‌خواه                        |                        | ۲۴           |
| ۲۲   | استیفن گروور کلیولند(۱۹۰۸–۱۸۳۷)−۷۱ سال           |                         | ۴ مارس، ۱۸۸۵     | ۴ مارس، ۱۸۸۹     | حزب دموکرات                           | توماس ای. هندریکس      | ۲۵           |
| ۲۳   | بنجامین هریسون(۱۹۰۱–۱۸۳۳)−۶۷ سال                 |                         | ۴ مارس، ۱۸۸۹     | ۴ مارس، ۱۸۹۳     | حزب جمهوری‌خواه                        | لیوای مورتون           | ۲۶           |
| ۲۴   | استیفن گروور کلیولند(۱۹۰۸–۱۸۳۷) (دور دوم)−۷۱ سال |                         | ۴ مارس، ۱۸۹۳     | ۴ مارس، ۱۸۹۷     | حزب دموکرات                           | آدلی استیونسون یکم     | ۲۷           |
| ۲۵   | ویلیام مک‌کینلی(۱۹۰۱–۱۸۴۳)−۵۸ سال                 |                         | ۴ مارس، ۱۸۹۷     | ۱۴ سپتامبر، ۱۹۰۱ | حزب جمهوری‌خواه                        | گرت هوبارت             | ۲۸           |
| ۲۵   | ویلیام مک‌کینلی(۱۹۰۱–۱۸۴۳)−۵۸ سال                 | تئودور روزولت           | ۴ مارس، ۱۸۹۷     | ۱۴ سپتامبر، ۱۹۰۱ | حزب جمهوری‌خواه                        | ۲۹                     |              |
| ۲۶   | تئودور روزولت(۱۹۱۹–۱۸۵۸)−۶۰ سال                  |                         | ۱۴ سپتامبر، ۱۹۰۱ | ۴ مارس، ۱۹۰۹     | حزب جمهوری‌خواه                        | ۲۹                     |              |
| ۲۶   | تئودور روزولت(۱۹۱۹–۱۸۵۸)−۶۰ سال                  | چارلز دبلیو. فربنکس     | ۱۴ سپتامبر، ۱۹۰۱ | ۴ مارس، ۱۹۰۹     | حزب جمهوری‌خواه                        | ۳۰                     |              |
| ۲۷   | ویلیام هووارد تافت(۱۹۳۰–۱۸۵۷)−۷۲ سال             |                         | ۴ مارس، ۱۹۰۹     | ۴ مارس، ۱۹۱۳     | حزب جمهوری‌خواه                        | جیمز شرمن              | ۳۱           |
| ۲۸   | توماس وودرو ویلسون(۱۹۲۶–۱۸۵۶)−۶۷ سال             |                         | ۴ مارس، ۱۹۱۳     | ۴ مارس، ۱۹۲۱     | حزب دموکرات                           | توماس مارشال           | ۳۲           |
| ۲۸   | توماس وودرو ویلسون(۱۹۲۶–۱۸۵۶)−۶۷ سال             | ۳۳                      | ۴ مارس، ۱۹۱۳     | ۴ مارس، ۱۹۲۱     | حزب دموکرات                           | توماس مارشال           |              |
| ۲۹   | وارن جی. هاردینگ(۱۹۲۳–۱۸۶۵)−۵۷ سال               |                         | ۴ مارس، ۱۹۲۱     | ۲ اوت، ۱۹۲۳      | حزب جمهوری‌خواه                        | جان کالوین کولیج       | ۳۴           |
| ۳۰   | کالوین کولیج(۱۹۳۳–۱۸۷۲)−۶۰ سال                   |                         | ۲ اوت، ۱۹۲۳      | ۴ مارس، ۱۹۲۹     | حزب جمهوری‌خواه                        |                        | ۳۴           |
| ۳۰   | کالوین کولیج(۱۹۳۳–۱۸۷۲)−۶۰ سال                   | چارلز گیتس دویز         | ۲ اوت، ۱۹۲۳      | ۴ مارس، ۱۹۲۹     | حزب جمهوری‌خواه                        | ۳۵                     |              |
| ۳۱   | هربرت هوور(۱۹۶۴–۱۸۷۴)−۹۰ سال                     |                         | ۴ مارس، ۱۹۲۹     | ۴ مارس، ۱۹۳۳     | حزب جمهوری‌خواه                        | چارلز کورتیس           | ۳۶           |
| ۳۲   | فرانکلین دلانو روزولت(۱۹۴۵–۱۸۸۲)−۶۳ سال          |                         | ۴ مارس، ۱۹۳۳     | ۱۲ آوریل، ۱۹۴۵   | حزب دموکرات                           | جان نانس گارنر         | ۳۷           |
| ۳۲   | فرانکلین دلانو روزولت(۱۹۴۵–۱۸۸۲)−۶۳ سال          | ۳۸                      | ۴ مارس، ۱۹۳۳     | ۱۲ آوریل، ۱۹۴۵   | حزب دموکرات                           | جان نانس گارنر         |              |
| ۳۲   | فرانکلین دلانو روزولت(۱۹۴۵–۱۸۸۲)−۶۳ سال          | هنری والاس              | ۴ مارس، ۱۹۳۳     | ۱۲ آوریل، ۱۹۴۵   | حزب دموکرات                           | ۳۹                     |              |
| ۳۲   | فرانکلین دلانو روزولت(۱۹۴۵–۱۸۸۲)−۶۳ سال          | هری ترومن               | ۴ مارس، ۱۹۳۳     | ۱۲ آوریل، ۱۹۴۵   | حزب دموکرات                           | ۴۰                     |              |
| ۳۳   | هری اس ترومن(۱۹۷۲–۱۸۸۴)−۸۸ سال                   |                         | ۱۲ آوریل، ۱۹۴۵   | ۲۰ ژانویه، ۱۹۵۳  | حزب دموکرات                           | ۴۰                     |              |
| ۳۳   | هری اس ترومن(۱۹۷۲–۱۸۸۴)−۸۸ سال                   | آلبن دابلیو. بارکلی     | ۱۲ آوریل، ۱۹۴۵   | ۲۰ ژانویه، ۱۹۵۳  | حزب دموکرات                           | ۴۱                     |              |
| ۳۴   | دوایت آیزنهاور(۱۹۶۹–۱۸۹۰)−۷۸ سال                 |                         | ۲۰ ژانویه، ۱۹۵۳  | ۲۰ ژانویه، ۱۹۶۱  | حزب جمهوری‌خواه                        | ریچارد نیکسون          | ۴۲           |
| ۳۴   | دوایت آیزنهاور(۱۹۶۹–۱۸۹۰)−۷۸ سال                 | ۴۳                      | ۲۰ ژانویه، ۱۹۵۳  | ۲۰ ژانویه، ۱۹۶۱  | حزب جمهوری‌خواه                        | ریچارد نیکسون          |              |
| ۳۵   | جان اف. کندی(۱۹۶۳–۱۹۱۷)−۴۶ سال                   |                         | ۲۰ ژانویه، ۱۹۶۱  | ۲۲ نوامبر، ۱۹۶۳  | حزب دموکرات                           | لیندون بی. جانسون      | ۴۴           |
| ۳۶   | لیندون بی. جانسون(۱۹۷۳–۱۹۰۸)−۶۴ سال              |                         | ۲۲ نوامبر، ۱۹۶۳  | ۲۰ ژانویه، ۱۹۶۹  | حزب دموکرات                           | هوبرت هامفری           | ۴۵           |
| ۳۷   | ریچارد نیکسون(۱۹۹۴–۱۹۱۳)−۸۱ سال                  |                         | ۲۰ ژانویه، ۱۹۶۹  | ۹ اوت، ۱۹۷۴      | حزب جمهوری‌خواه                        | اسپیرو اگنیو           | ۴۶           |
| ۳۷   | ریچارد نیکسون(۱۹۹۴–۱۹۱۳)−۸۱ سال                  | اسپیرو اگنیو جرالد فورد | ۲۰ ژانویه، ۱۹۶۹  | ۹ اوت، ۱۹۷۴      | حزب جمهوری‌خواه                        | ۴۷                     |              |
| ۳۸   | جرالد فورد(۲۰۰۶–۱۹۱۳)−۹۳ سال                     |                         | ۹ اوت، ۱۹۷۴      | ۲۰ ژانویه، ۱۹۷۷  | حزب جمهوری‌خواه                        | ۴۷                     | نلسون راکفلر |
| ۳۹   | جیمی کارتر(۲۰۲۴–۱۹۲۴)−۱۰۰ سال                    |                         | ۲۰ ژانویه، ۱۹۷۷  | ۲۰ ژانویه، ۱۹۸۱  | حزب دموکرات                           | والتر ماندیل           | ۴۸           |
| ۴۰   | رونالد ویلسون ریگان(۲۰۰۴–۱۹۱۱)−۹۳ سال            |                         | ۲۰ ژانویه، ۱۹۸۱  | ۲۰ ژانویه، ۱۹۸۹  | حزب جمهوری‌خواه                        | جرج هربرت واکر بوش     | ۴۹           |
| ۴۰   | رونالد ویلسون ریگان(۲۰۰۴–۱۹۱۱)−۹۳ سال            | ۵۰                      | ۲۰ ژانویه، ۱۹۸۱  | ۲۰ ژانویه، ۱۹۸۹  | حزب جمهوری‌خواه                        | جرج هربرت واکر بوش     |              |
| ۴۱   | جرج هربرت واکر بوش(۱۹۲۴–۲۰۱۸)−۹۴ سال             |                         | ۲۰ ژانویه، ۱۹۸۹  | ۲۰ ژانویه، ۱۹۹۳  | حزب جمهوری‌خواه                        | دن کویل                | ۵۱           |
| ۴۲   | بیل کلینتون(زاده ۱۹۴۶)                           |                         | ۲۰ ژانویه، ۱۹۹۳  | ۲۰ ژانویه، ۲۰۰۱  | حزب دموکرات                           | ال گور                 | ۵۲           |
| ۴۲   | بیل کلینتون(زاده ۱۹۴۶)                           | ۵۳                      | ۲۰ ژانویه، ۱۹۹۳  | ۲۰ ژانویه، ۲۰۰۱  | حزب دموکرات                           | ال گور                 |              |
| ۴۳   | جرج واکر بوش(زاده ۱۹۴۶)                          |                         | ۲۰ ژانویه، ۲۰۰۱  | ۲۰ ژانویه، ۲۰۰۹  | حزب جمهوری‌خواه                        | دیک چنی                | ۵۴           |
| ۴۳   | جرج واکر بوش(زاده ۱۹۴۶)                          | ۵۵                      | ۲۰ ژانویه، ۲۰۰۱  | ۲۰ ژانویه، ۲۰۰۹  | حزب جمهوری‌خواه                        | دیک چنی                |              |
| ۴۴   | باراک اوباما(زاده ۱۹۶۱)                          |                         | ۲۰ ژانویه، ۲۰۰۹  | ۲۰ ژانویه، ۲۰۱۷  | حزب دموکرات                           | جو بایدن               | ۵۶           |
| ۴۴   | باراک اوباما(زاده ۱۹۶۱)                          | ۵۷                      | ۲۰ ژانویه، ۲۰۰۹  | ۲۰ ژانویه، ۲۰۱۷  | حزب دموکرات                           | جو بایدن               |              |
| ۴۵   | دونالد ترامپ(زاده ۱۹۴۶)                          |                         | ۲۰ ژانویه، ۲۰۱۷  | ۲۰ ژانویه، ۲۰۲۱  | حزب جمهوری‌خواه                        | مایک پنس               | ۵۸           |
| ۴۶   | جو بایدن(زاده ۱۹۴۲)                              |                         | ۲۰ ژانویه، ۲۰۲۱  | ۲۰ ژانویه ۲۰۲۵   | حزب دموکرات                           | کامالا هریس            | ۵۹           |
| ۴۷   | دونالد ترامپ(زاده ۱۹۴۶)(دور دوم)                 |                         | ۲۰ ژانویه، ۲۰۲۵  | متصدی            | حزب جمهوری‌خواه                        | جی‌دی ونس               | ۶۰           |

## رئیس‌جمهورهای زنده
این فهرست رئیس‌جمهورهای زنده ایالات متحده آمریکا را از زمان تحلیف اولین رئیس‌جمهور در سال ۱۷۸۹ تاکنون نشان می‌دهد. جدول زیر شامل همه ۴۵ نفر است که سوگند ریاست جمهوری را یاد کرده‌اند. (افرادی که به عنوان رئیس‌جمهور موقت یا به عنوان رئیس‌جمهور کنگره قاره‌ای خدمت کرده‌اند شامل نمی‌شوند) در حال حاضر، علاوه بر رئیس‌جمهور فعلی، دونالد ترامپ، ۵ رئیس‌جمهور سابق زنده وجود دارد: بیل کلینتون، جرج دابلیو. بوش، باراک اوباما و جو بایدن.
رئیس‌جمهورهای زنده (از پیرترین تا جوان‌ترین):

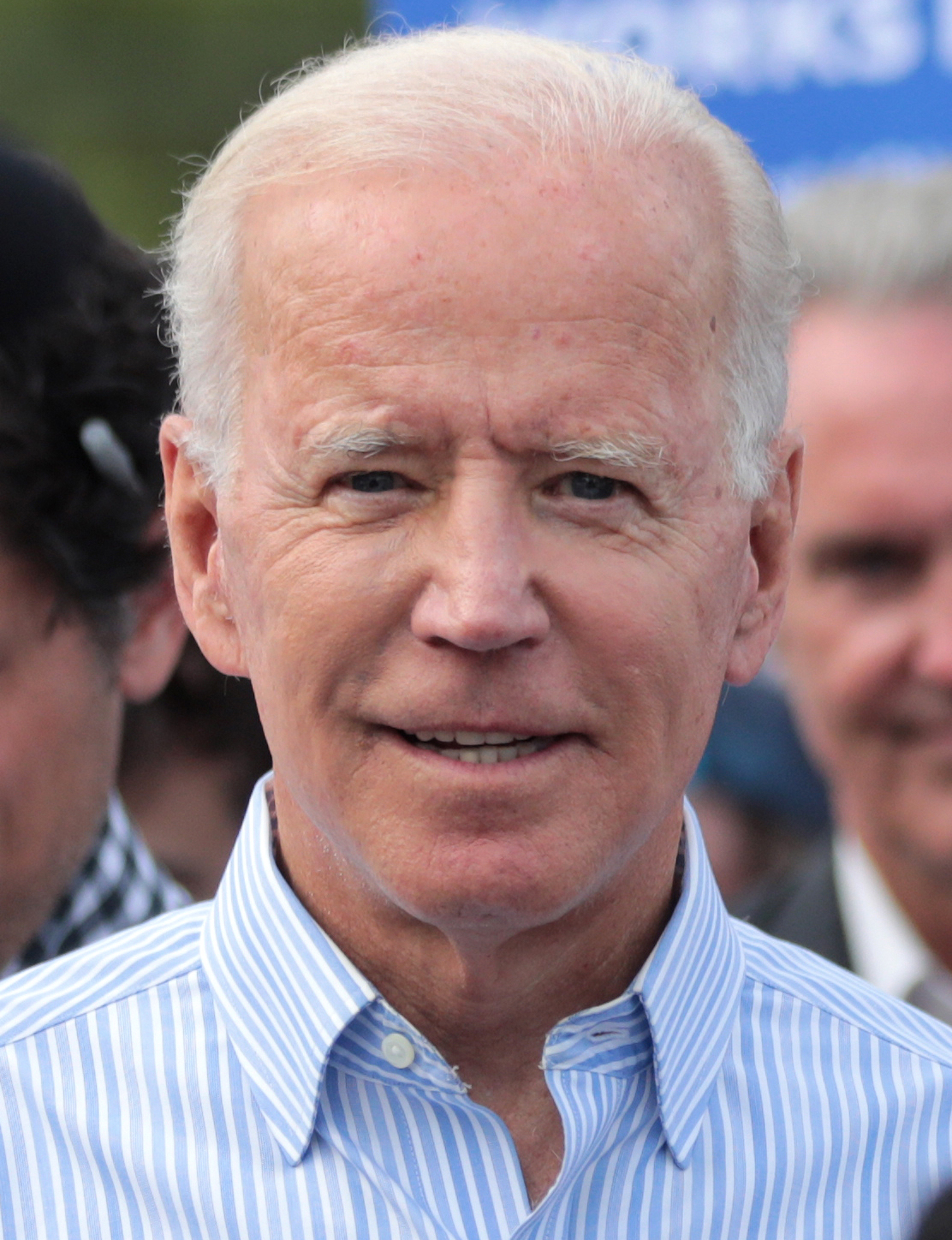
جو بایدن (۲۰۲۱–۲۰۲۵) زاده ۲۰ نوامبر ۱۹۴۲ (۸۲ سال، ۲۴۵ روز)
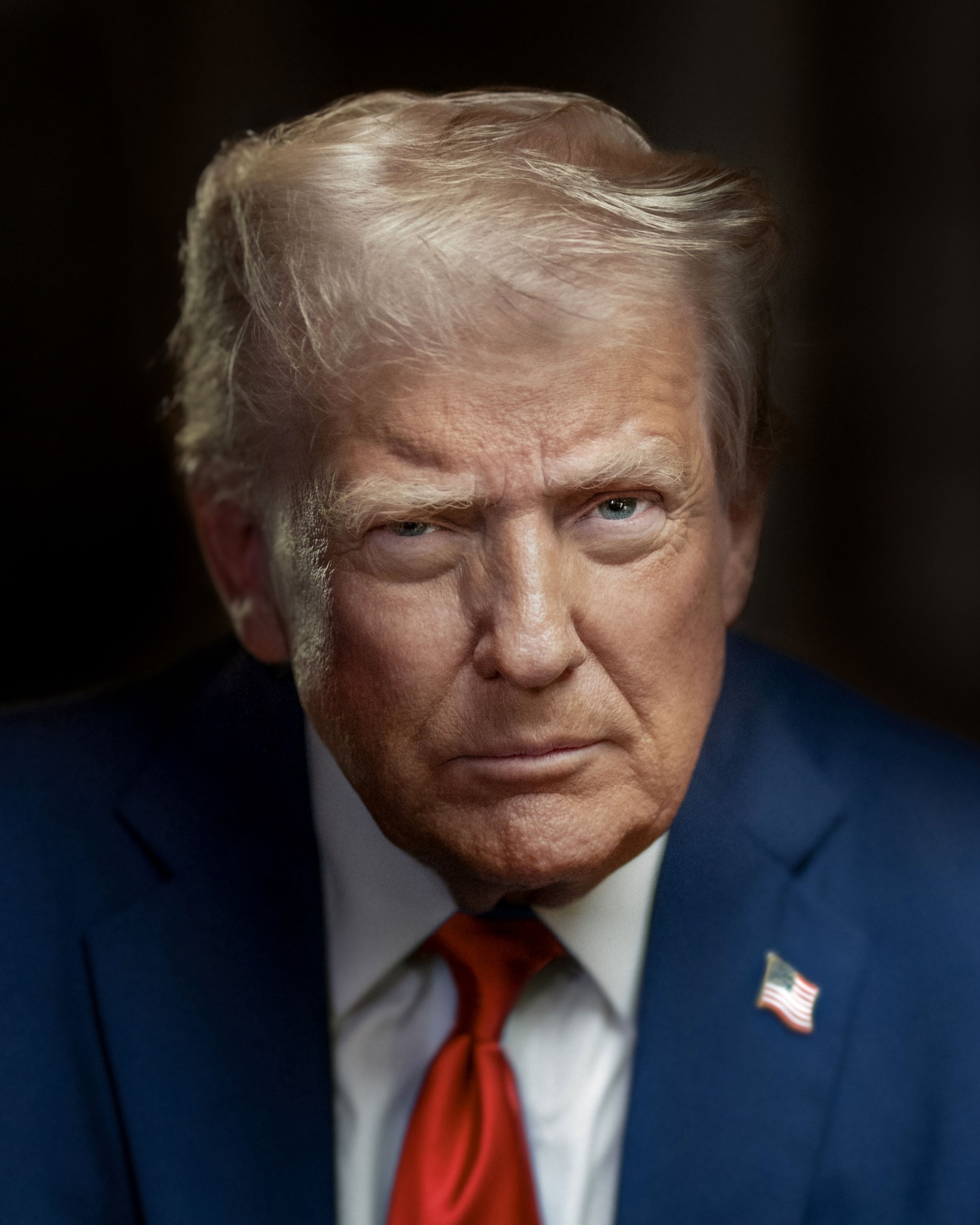
دونالد ترامپ (۲۰۱۷–۲۰۲۱؛ ۲۰۲۵–اکنون)
زاده ۱۴ ژوئن ۱۹۴۶
(۷۹ سال، ۳۹ روز)
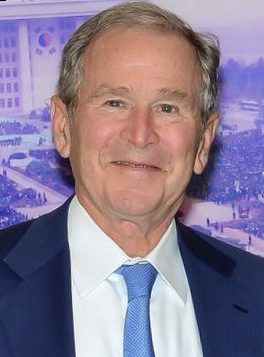
جرج دابلیو. بوش (۲۰۰۱–۲۰۰۹)
زاده ۶ ژوئیهٔ ۱۹۴۶
(۷۹ سال، ۱۷ روز)
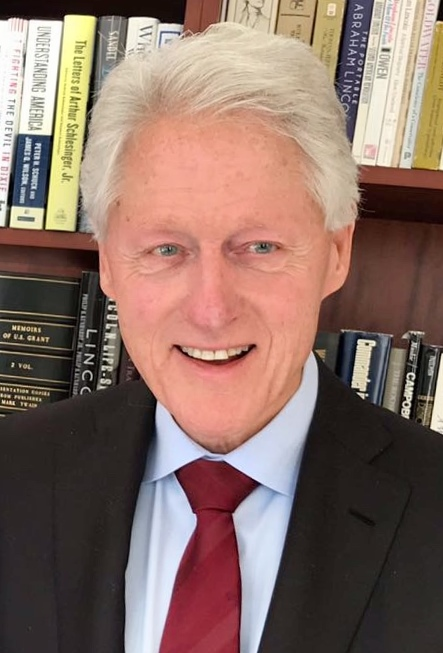
بیل کلینتون (۱۹۹۳–۲۰۰۱) زاده ۱۹ اوت ۱۹۴۶
(۷۸ سال، ۳۳۸ روز)
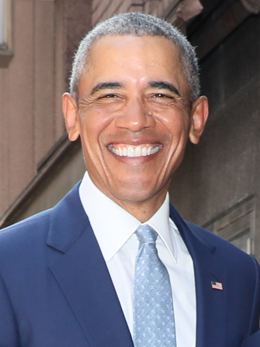
باراک اوباما
(۲۰۰۹–۲۰۱۷)
زاده ۴ اوت ۱۹۶۱
(۶۳ سال، ۳۵۳ روز)

### رئیس‌جمهورهای زنده همزمان
در چهار دوره زمانی، شش رئیس‌جمهور زنده (به عنوان مثال، رئیس‌جمهور فعلی و پنج رئیس‌جمهور سابق) وجود داشته است:
- از مارس ۱۸۶۱ تا ژانویه ۱۸۶۲ – مارتین ون بیرون، جان تایلر، میلارد فیلمور، فرانکلین پیرس، جیمز بیوکنن، و آبراهام لینکلن
- از ژانویه ۱۹۹۳ تا آوریل ۱۹۹۴ – ریچارد نیکسون، جرالد فورد، جیمی کارتر، رونالد ریگان، جرج اچ. دابلیو بوش، و بیل کلینتون (شش رئیس‌جمهور متوالی)
- از ژانویه ۲۰۰۱ تا ژوئن ۲۰۰۴ – فورد، کارتر، ریگان، جرج اچ. دابلیو بوش، کلینتون و جرج دابلیو بوش (شش رئیس‌جمهور متوالی)
- از ژانویه ۲۰۱۷ تا نوامبر ۲۰۱۸ – کارتر، جرج اچ. دابلیو بوش (پدر)، کلینتون، جرج دابلیو. بوش، باراک اوباما و دونالد ترامپ
- از ژانویه ۲۰۲۱ تا دسامبر ۲۰۲۴  – کلینتون، جرج دابلیو. بوش، باراک اوباما، دونالد ترامپ و جو بایدن

شش دوره زمانی وجود دارد که رئیس‌جمهور فعلی تنها رئیس‌جمهور زنده بوده:
- از آوریل ۱۷۸۹ تا مارس ۱۷۹۷ – جرج واشینگتن، که به عنوان اولین رئیس‌جمهور بود و هیچ پیشینی نداشت
- از دسامبر ۱۷۹۹ تا مارس ۱۸۰۱ – جان آدامز، پس از مرگ جرج واشینگتن تنها خودش بود
- از ژوئیه ۱۸۷۵ تا مارس ۱۸۷۷ – یولیسیز سایمن گرانت، پس از مرگ اندرو جانسون تنها خودش زنده بود
- از ژوئن ۱۹۰۸ تا مارس ۱۹۰۹ – تئودور روزولت، پس از مرگ گروور کلیولند فقط خودش زنده بود
- از ژانویه ۱۹۳۳ تا مارس ۱۹۳۳ – هربرت هوور، پس از مرگ کالوین کولیج تنها خودش زنده بود
- از ژانویه ۱۹۷۳ تا اوت ۱۹۷۴ – ریچارد نیکسون، پس از مرگ لیندون بی. جانسون فقط خودش زنده بود

ریچارد نیکسون تنها فردی است که هم تنها رئیس‌جمهور زنده آمریکا بوده است (از ژانویه ۱۹۷۳ تا اوت ۱۹۷۴) و هم یکی از شش رئیس‌جمهور زنده (از ژانویه ۱۹۹۳ تا آوریل ۱۹۹۴).

### نگارخانه رئیس‌جمهورهای زنده
چندین گردهمایی از همه روسای جمهور زنده برگزار شده است. در زیر عکسهایی از گروه‌هایی دیده می‌شود که در یک زمان یا دیگری همه روسای جمهور زنده را تشکیل می‌دادند، اگرچه چندین مورد از این عکسها قبل یا بعد از دوره زمانی که افراد به تصویر کشیده شده تنها رئیس‌جمهورهای زنده بودند گرفته شده است و در برخی از عکسها یکی از روسای جمهور به تصویر کشیده شده هنوز منصب خود را نگرفته است.
- از سال ۱۹۰۱ تا ۱۹۰۱ (از چپ):  - ویلیام مک‌کینلی
  - گروور کلیولند
- از سال ۱۹۰۱ تا ۱۹۰۸ (از چپ):  - گروور کلیولند
  - تئودور روزولت
- از۱۹۰۹ تا ۱۹۱۳ (از چپ):  - تئودور روزولت
  - ویلیام هووارد تفت
- از ۱۹۳۳ تا ۱۹۴۵ (از چپ):  - هربرت هوور
  - فرانکلین دلانو روزولت
- از ۱۹۴۵ تا ۱۹۵۳ (از چپ):  - هری ترومن
  - هربرت هوور
- از ۱۹۵۳ تا ۱۹۶۱ (از چپ):  - دوایت آیزنهاور
  - هری ترومن
  - هربرت هوور
- از ۱۹۶۴ تا ۱۹۶۹ (از چپ):   - لیندون بی. جانسون
  - دوایت آیزنهاور
  - هری ترومن
- از ۱۹۷۲ تا ۱۹۷۳ (از چپ):  - ریچارد نیکسون
  - لیندون بی. جانسون
- از ۱۹۷۴ تا ۱۹۷۷ (از چپ):  - ریچارد نیکسون
  - جرالد فورد
- از ۱۹۷۷ تا ۱۹۸۱ (از چپ):  - جیمی کارتر
  - جرالد فورد
  - ریچارد نیکسون
- از ۱۹۸۱ تا ۱۹۸۹ (از چپ):  - رونالد ریگان
  - جرالد فورد
  - جیمی کارتر
  - ریچارد نیکسون
- از ۱۹۸۹ تا ۱۹۹۳ (از چپ):  - جرالد فورد
  - ریچارد نیکسون
  - جرج اچ. دابلیو بوش
  - رونالد ریگان
  - جیمی کارتر
- از ۱۹۹۴ تا ۲۰۰۱ (از چپ):  - بیل کلینتون
  - جرج اچ. دابلیو بوش
  - رونالد ریگان
  - جیمی کارتر
  - جرالد فورد
- از ۲۰۰۴ تا ۲۰۰۶ (از چپ):  - جرج اچ. دابلیو بوش
  - جیمی کارتر
  - جرالد فورد
  - جرج دابلیو. بوش
  - بیل کلینتون
- از ۲۰۰۶ تا ۲۰۰۹ (از چپ):  - جرج اچ. دابلیو بوش
  - جرج دابلیو بوش
  - بیل کلینتون
  - جیمی کارتر
- از ۲۰۰۹ تا ۲۰۱۷ (از چپ):  - جرج اچ. دابلیو بوش
  - باراک اوباما
  - جرج دابلیو بوش
  - بیل کلینتون
  - جیمی کارتر
- از ۲۰۱۸ تا ۲۰۲۴ (از چپ):  - جرج دابلیو بوش
  - دونالد ترامپ
  - باراک اوباما
  - بیل کلینتون
  - جیمی کارتر

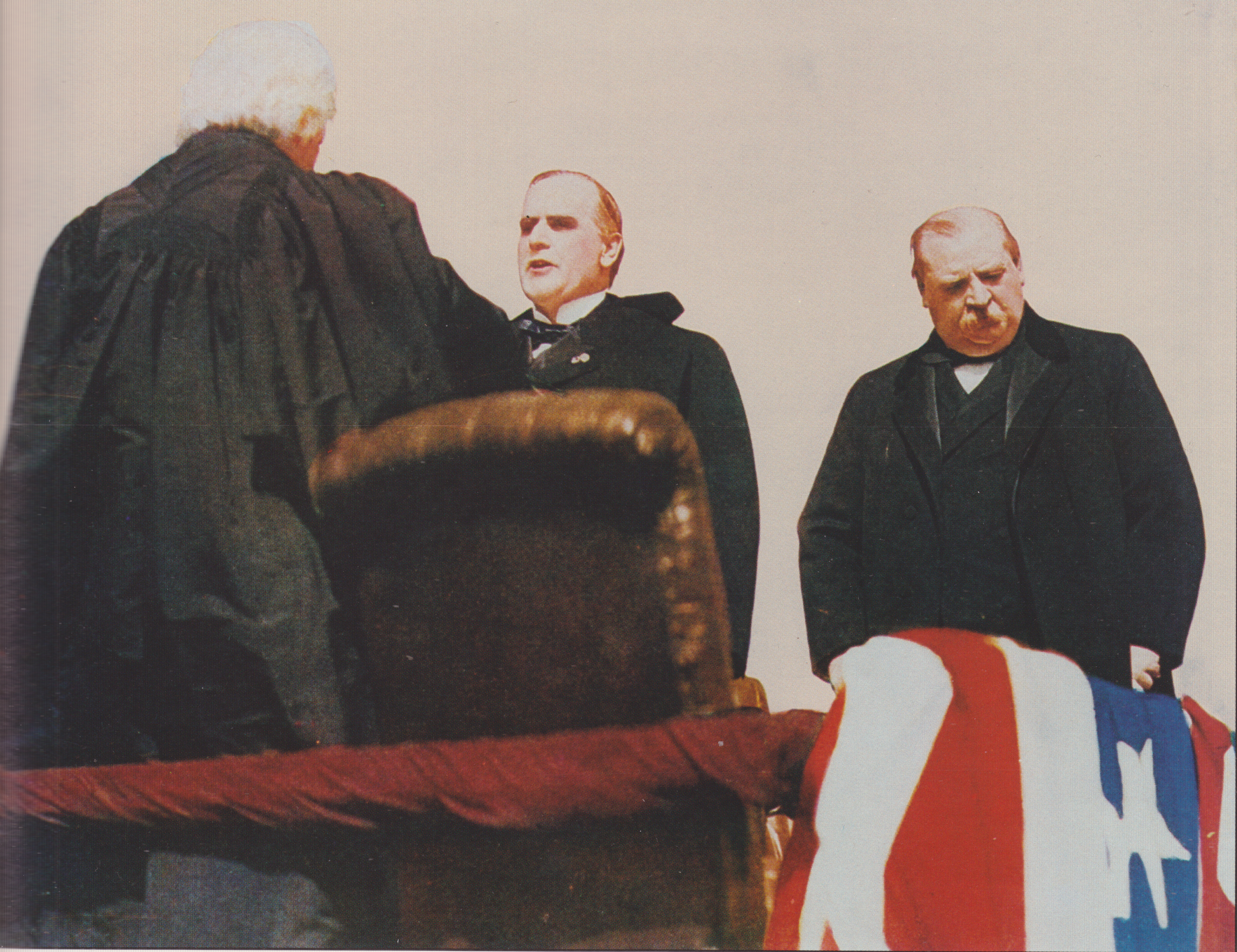
از سال ۱۹۰۱ تا ۱۹۰۱ (از چپ):
از سال ۱۹۰۱ تا ۱۹۰۸ (از چپ):
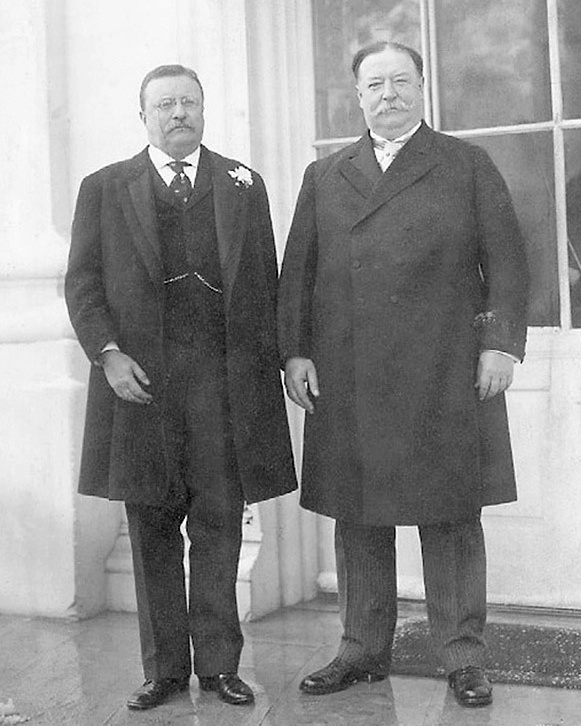
از۱۹۰۹ تا ۱۹۱۳ (از چپ):
از ۲۰۲۴ تاکنون (از چپ):                                                                                   جو بایدن - بیل کلینتون - جرج دابلیو. بوش - باراک اوباما - دونالد ترامپ
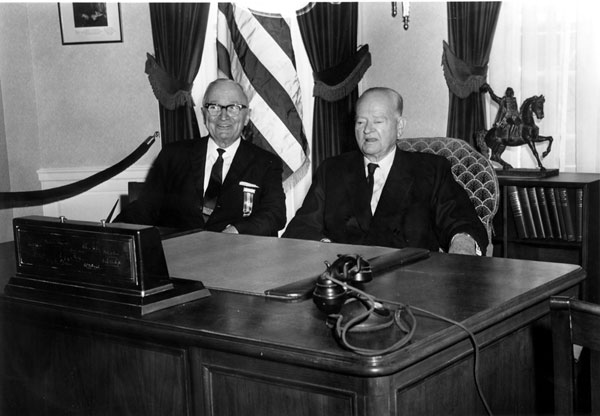
از ۱۹۴۵ تا ۱۹۵۳ (از چپ):
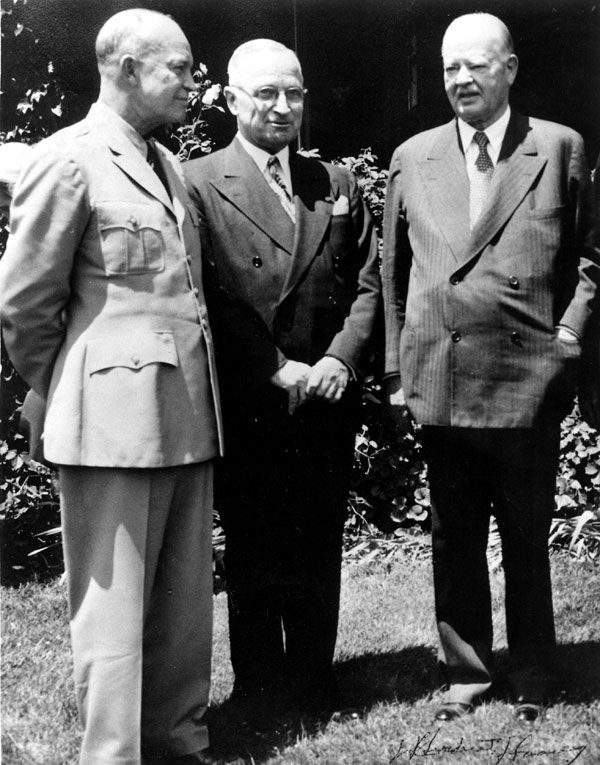
از ۱۹۵۳ تا ۱۹۶۱ (از چپ):
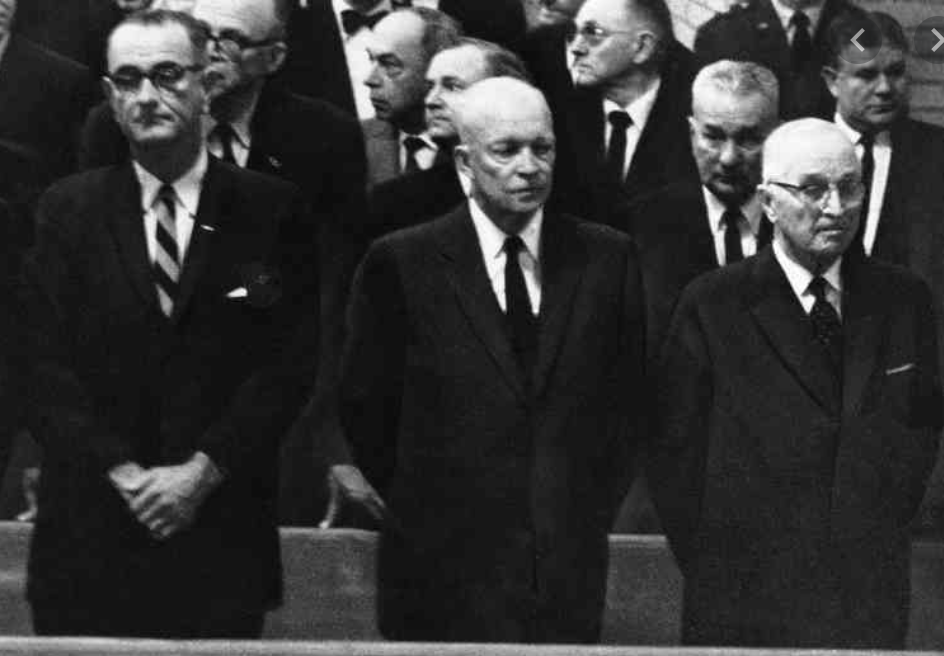
از ۱۹۶۴ تا ۱۹۶۹ (از چپ):
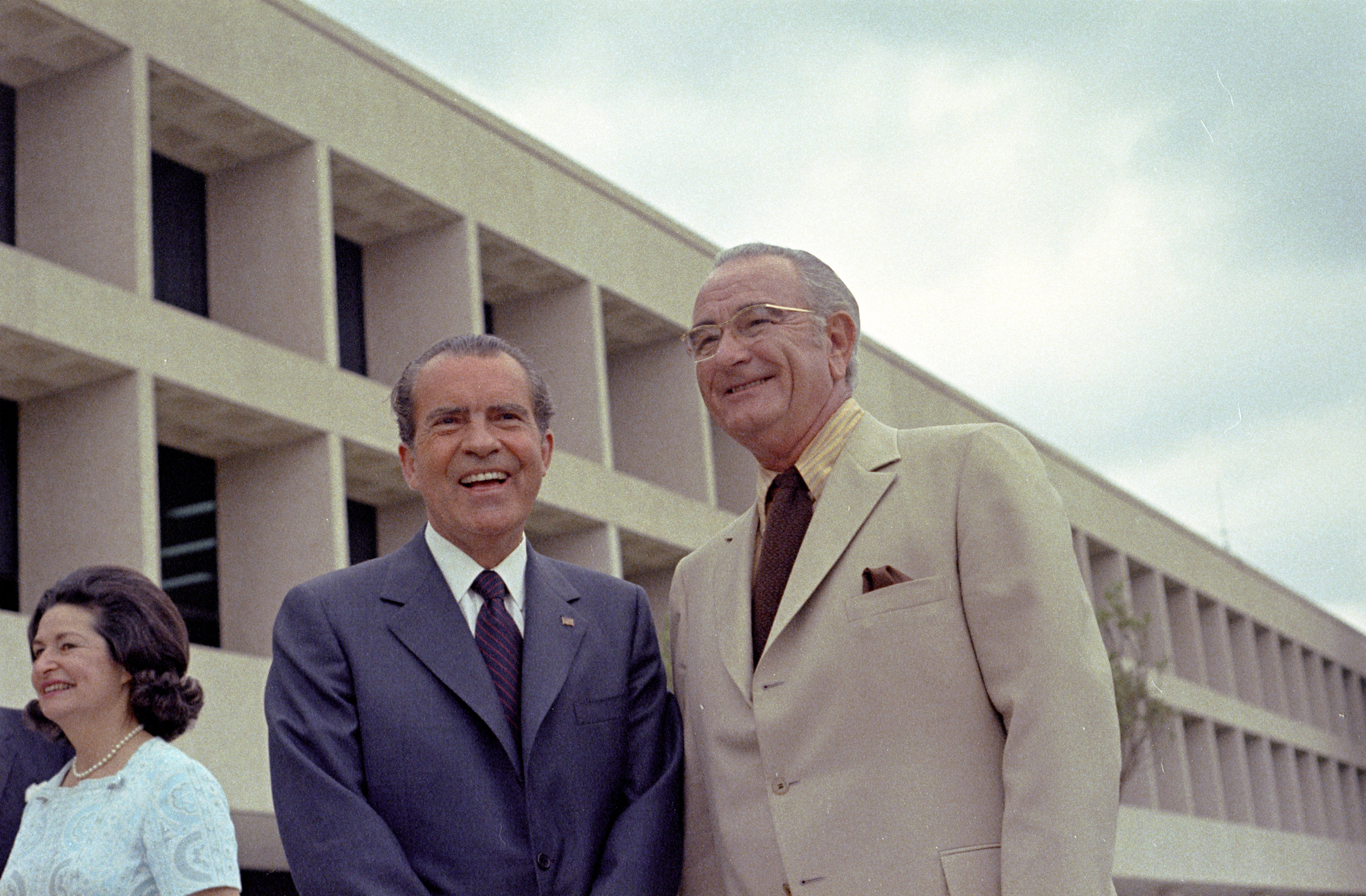
از ۱۹۷۲ تا ۱۹۷۳ (از چپ):
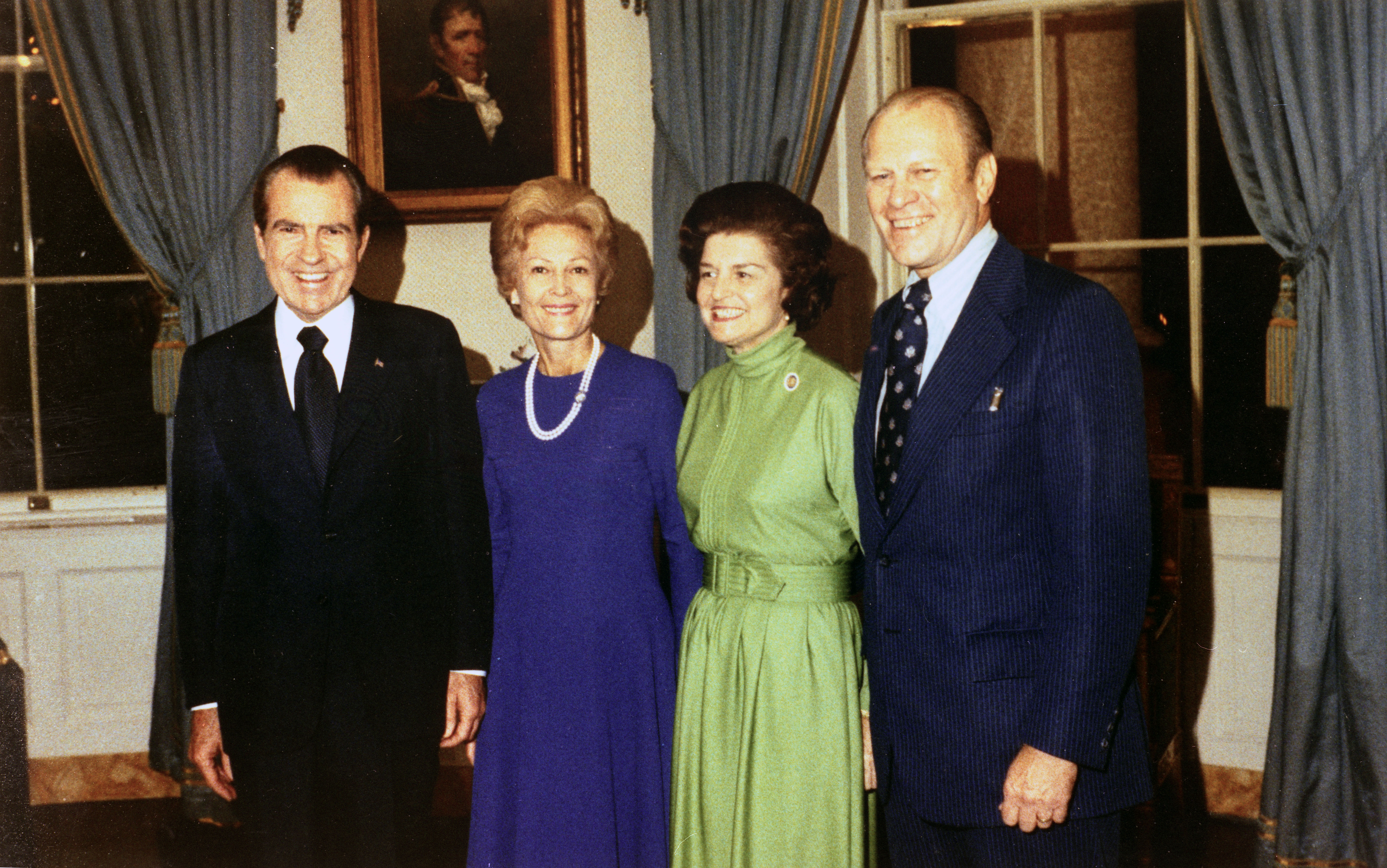
از ۱۹۷۴ تا ۱۹۷۷ (از چپ):
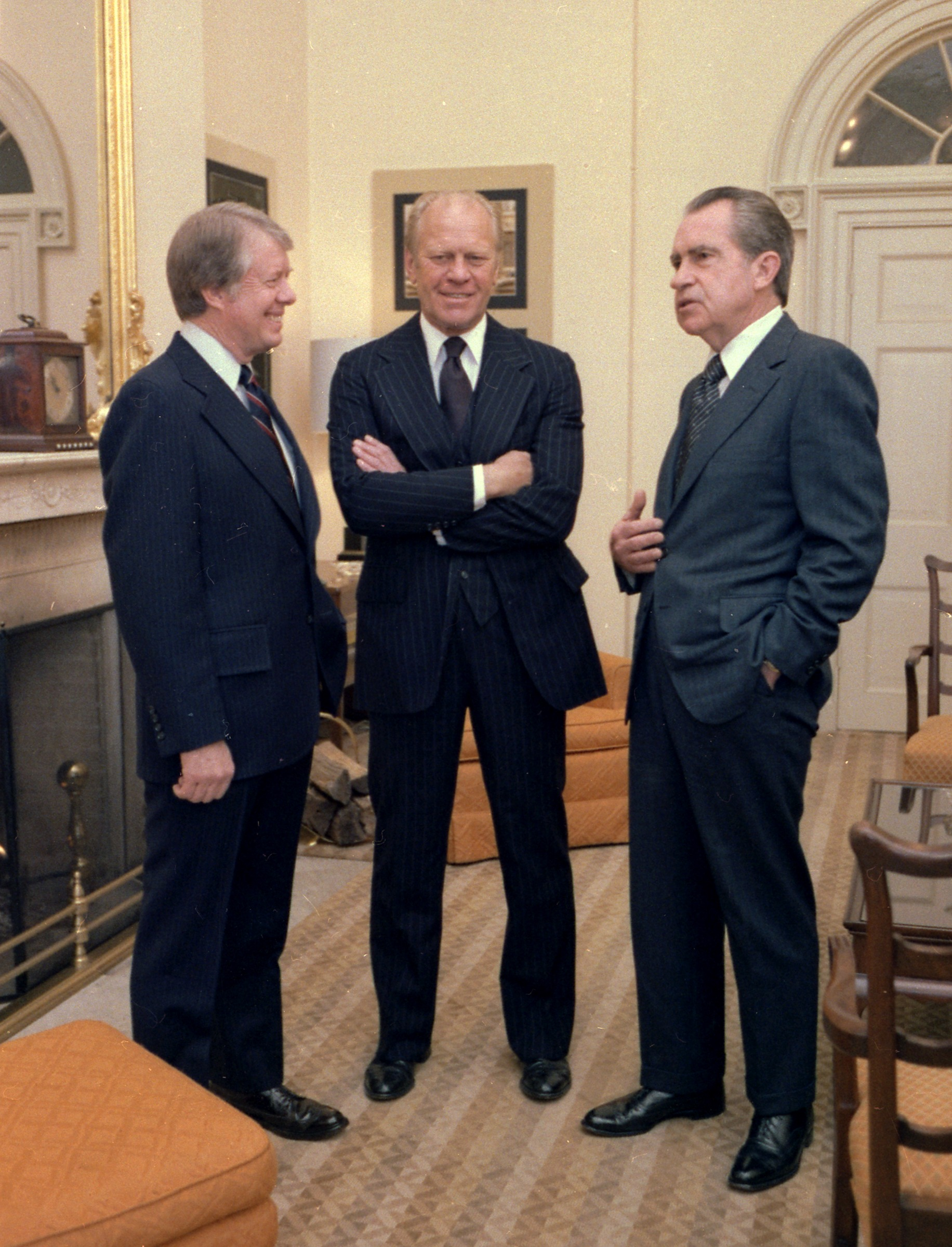
از ۱۹۷۷ تا ۱۹۸۱ (از چپ):
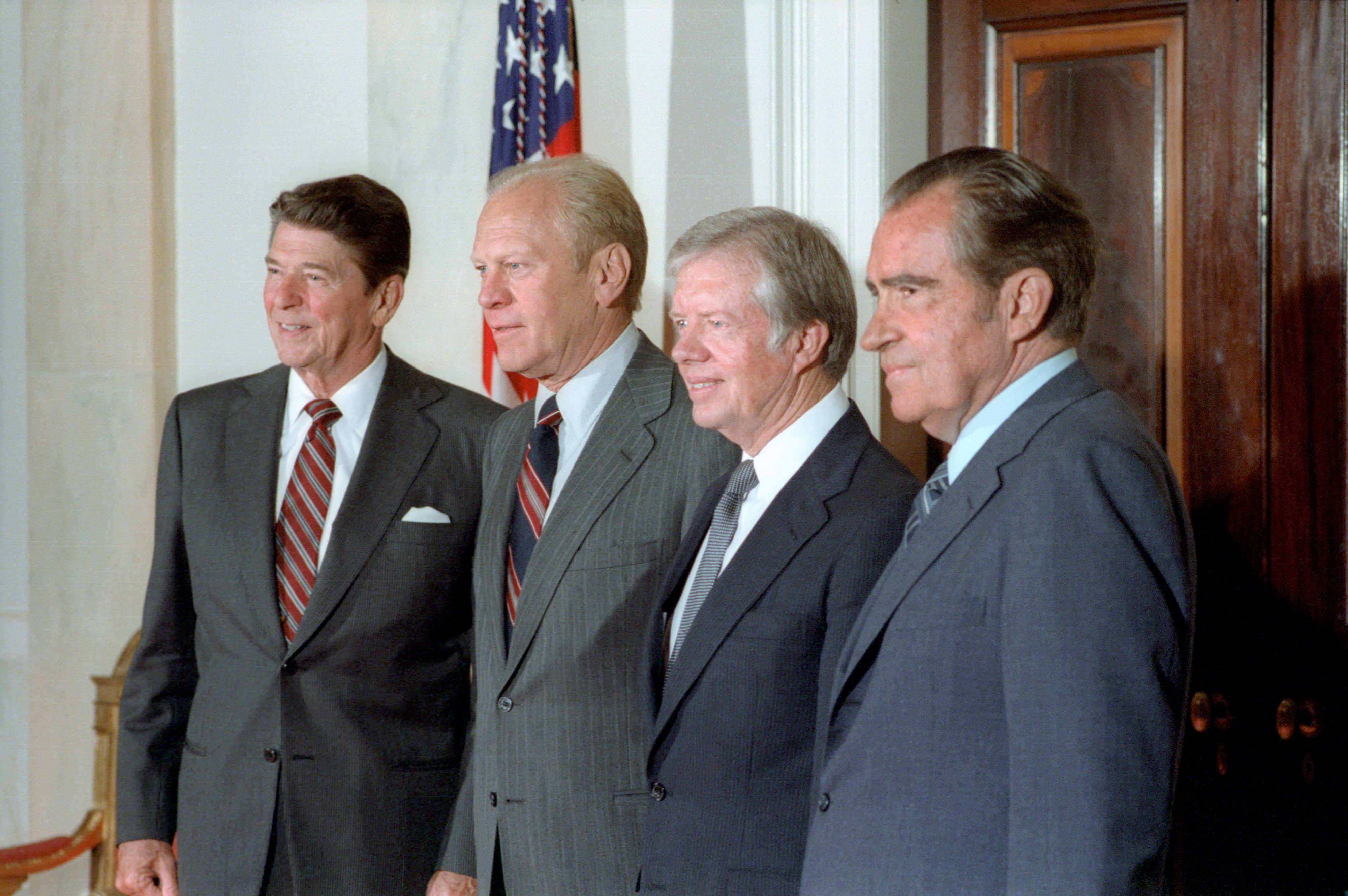
از ۱۹۸۱ تا ۱۹۸۹ (از چپ):
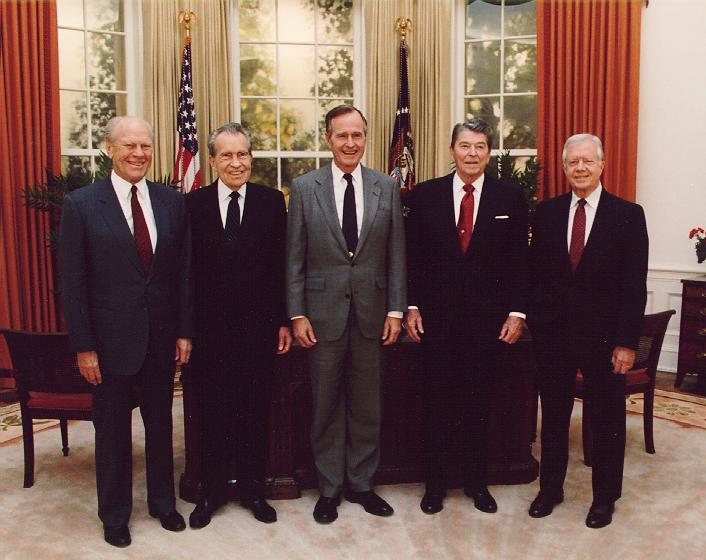
از ۱۹۸۹ تا ۱۹۹۳ (از چپ):
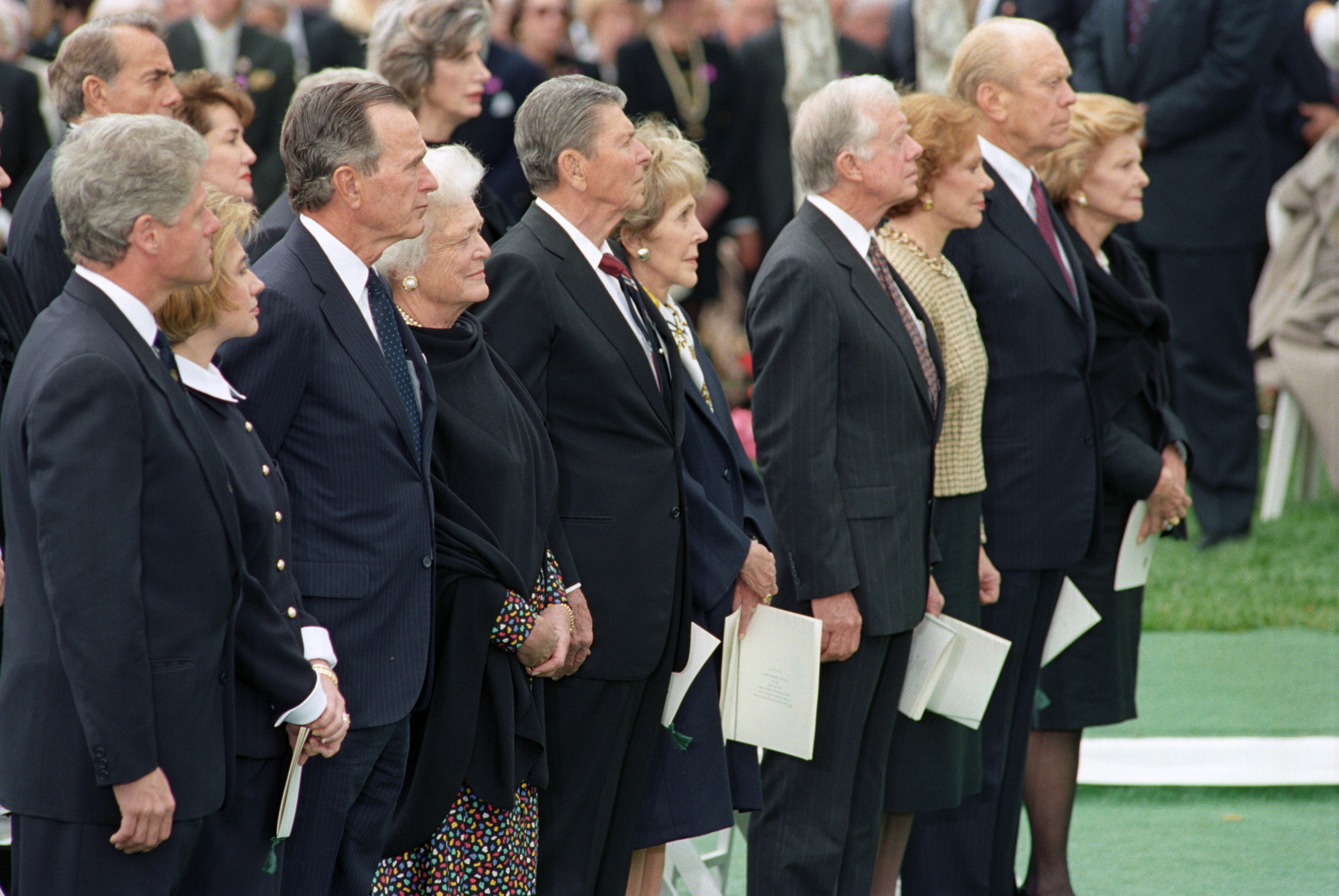
از ۱۹۹۴ تا ۲۰۰۱ (از چپ):
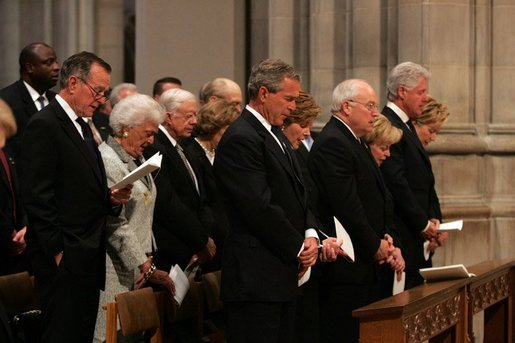
از ۲۰۰۴ تا ۲۰۰۶ (از چپ):
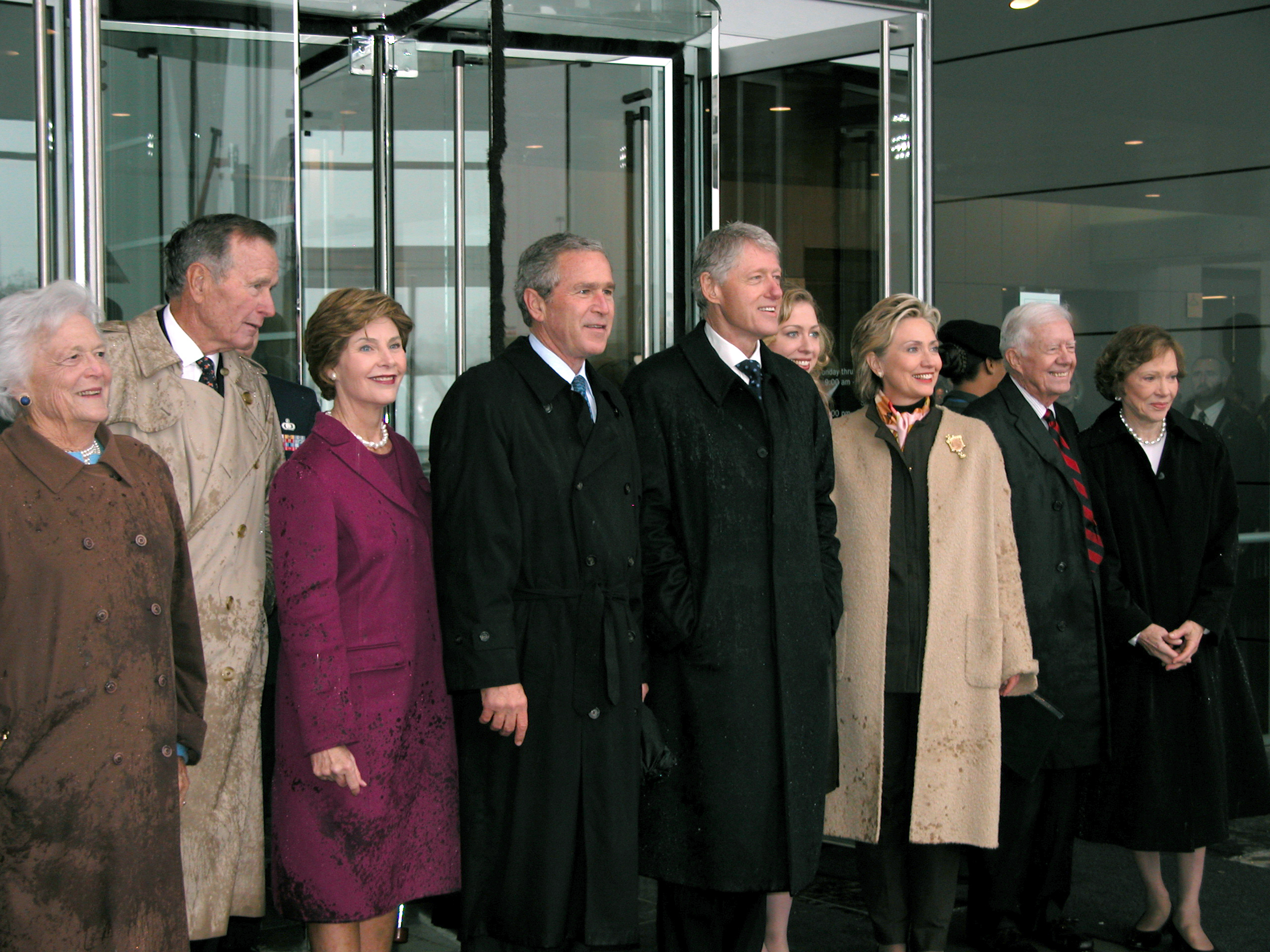
از ۲۰۰۶ تا ۲۰۰۹ (از چپ):
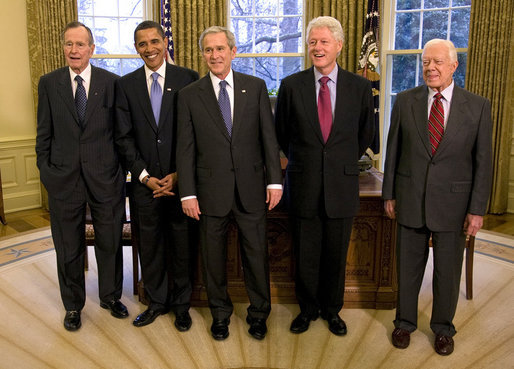
از ۲۰۰۹ تا ۲۰۱۷ (از چپ):
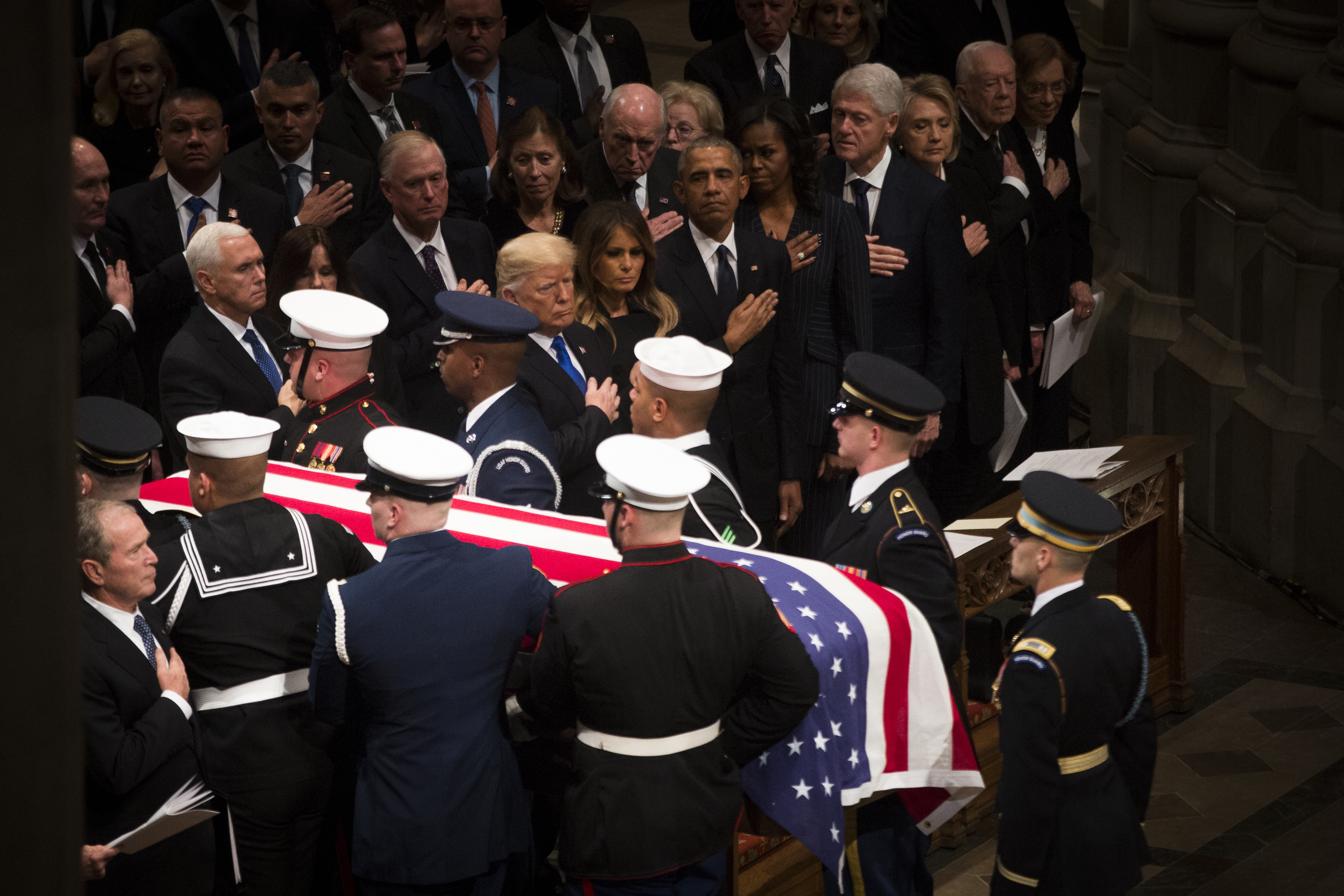
از ۲۰۱۸ تا ۲۰۲۴ (از چپ):
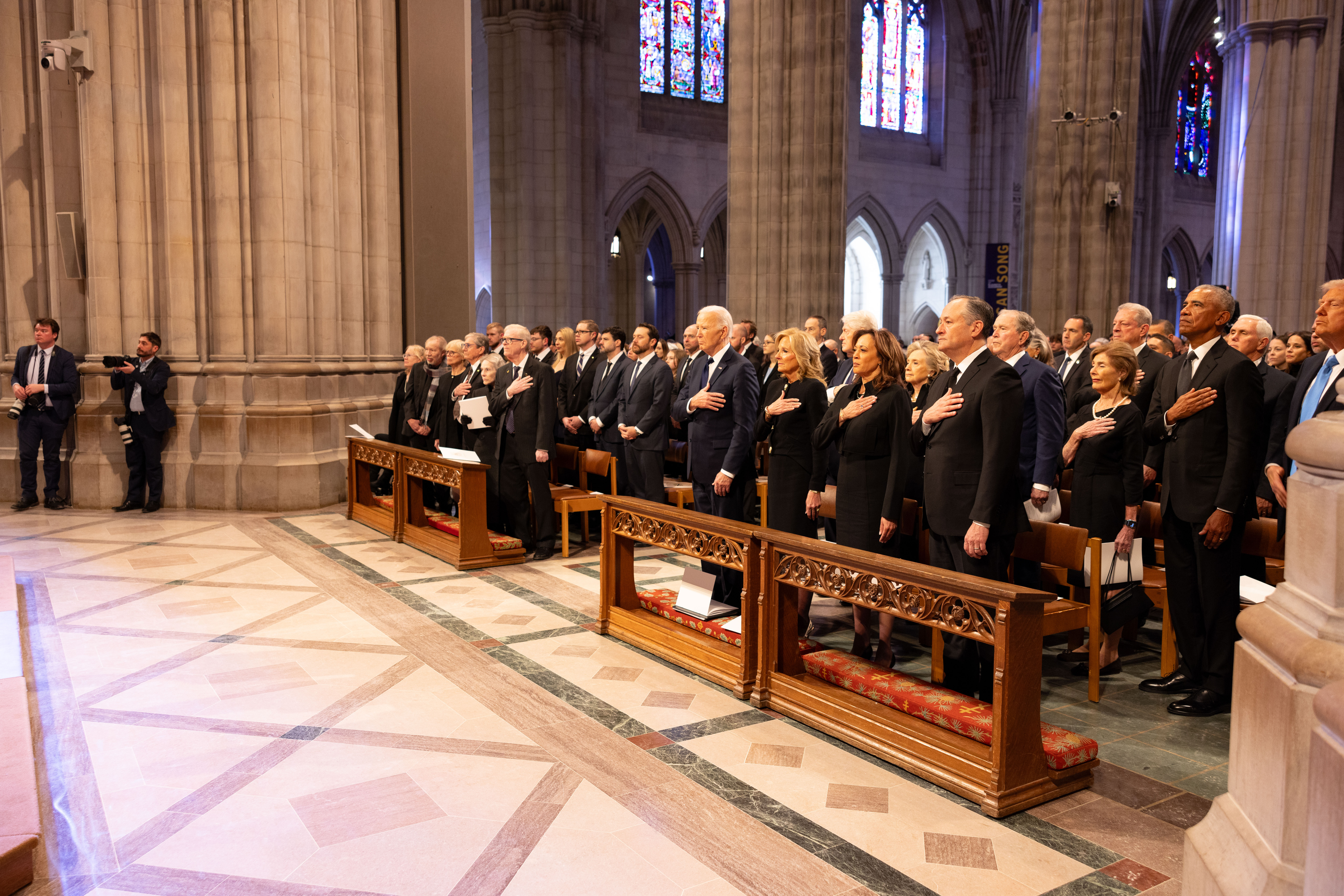
از ۲۰۲۴ تاکنون (از چپ): جو بایدن - بیل کلینتون - جرج دابلیو. بوش - باراک اوباما - دونالد ترامپ